# Дюбуло, Жан-Огюст
Жан-Огюст Дюбуло (фр. Jean Auguste Dubouloz, Jean-Auguste Dubouleau; 20 февраля 1800, Париж — 21 августа 1870, Париж) — французский рисовальщик, живописец, книжный иллюстратор, акварелист и гравёр академического направления.

## Биография

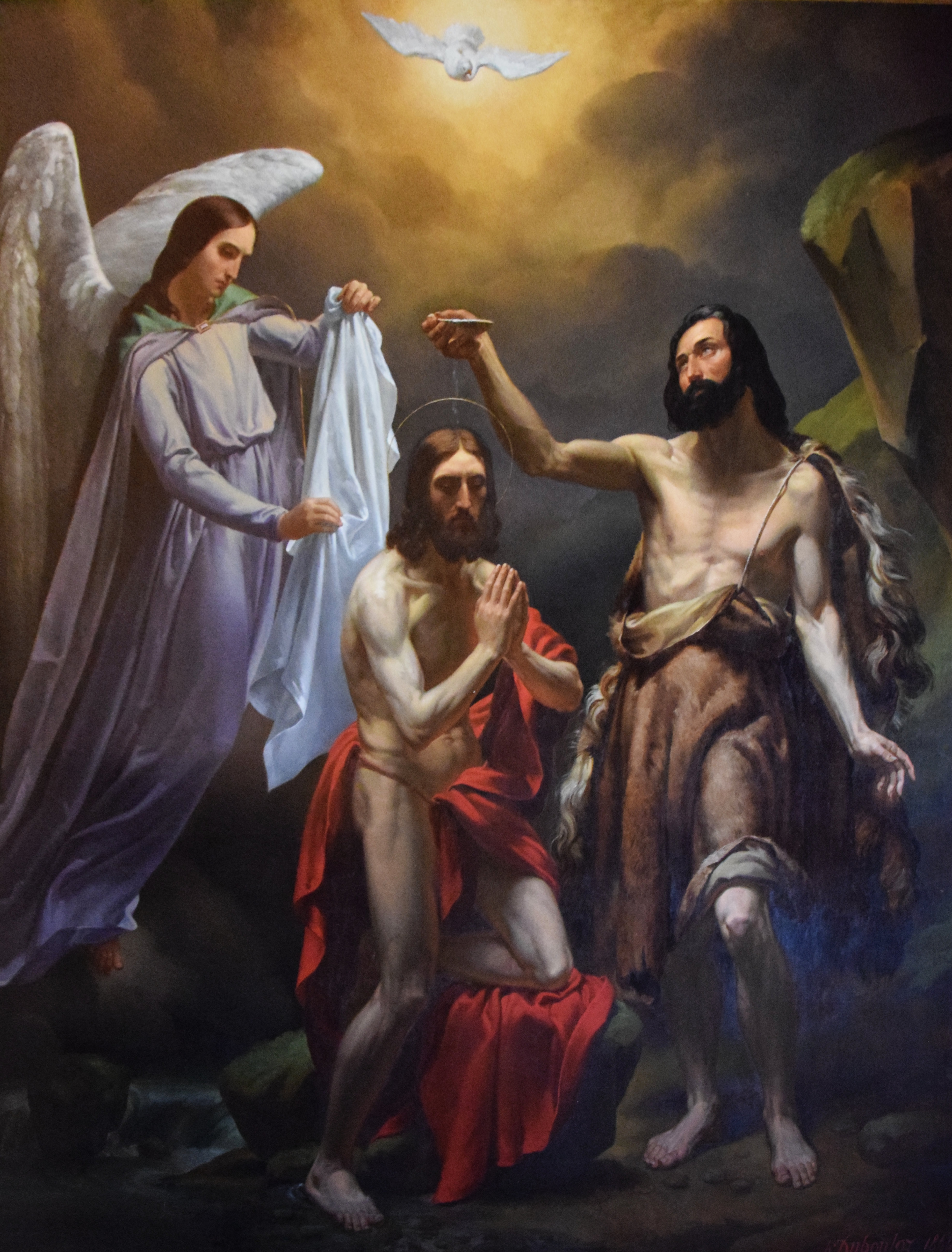
Крещение Христа. 1844. Церковь Сент-Этьенн, Ле-Мас-д’Азиль

Жан-Огюст Дюбуло был учеником Антуана-Жана Гро и Жоржа Мальбеста, участвовал в Парижском салоне с 1824 по 1870 год в качестве живописца исторического жанра и портретиста. В 1838 году получил медаль третьей степени, а в 1840 году — медаль второй степени.
В 1820 году Дюбуло также получил медаль Королевской академии живописи и скульптуры.